# Agustín Tamames
Augustin Tamames Iglesias (Monterrubio, 10 oktober 1944) is een voormalig Spaans wielrenner.

## Belangrijkste overwinningen
1969
- 6e etappe Ronde van Catalonië

1970
- 7e etappe deel A Ronde van Catalonië
- 9e etappe Ronde van Spanje
- Bergklassement Ronde van Spanje
- Ploegenklassement Ronde van Spanje
- 2e etappe Ronde van Aragón

1971
- 9e etappe Ronde van Spanje
- Ploegenklassement Ronde van Spanje
- 2e etappe Ronde van Aragón

1972
- 13e etappe Ronde van Spanje
- 16e etappe Ronde van Spanje
- 5e etappe deel B Ronde van Asturië

1973
- 9e etappe Ronde van Portugal
- 11e etappe Ronde van Portugal
- 13e etappe Ronde van Portugal
- 3e etappe deel A Ronde van Catalonië
- 1e etappe Ronde van Aragón
- 1e etappe Ronde van Asturië

1974
- 6e etappe Ronde van Portugal
- 7e etappe deel A Ronde van Portugal
- 9e etappe deel A Ronde van Portugal
- 17e etappe Ronde van Spanje
- 18e etappe Ronde van Spanje
- 6e etappe deel B Ronde van Asturië

1975
- GP Navarra
- 3e etappe Ronde van Spanje
- 12e etappe Ronde van Spanje
- 14e etappe Ronde van Spanje
- 15e etappe Ronde van Spanje
- 16e etappe Ronde van Spanje
- Eindklassement Ronde van Spanje
- 2e etappe deel A Ronde van Aragón
- 2e etappe deel B Ronde van Aragón
- 4e etappe Ronde van Aragón
- 5e etappe deel B Ronde van Aragón
- Eindklassement Ronde van Aragón
- Puntenklassement Ronde van Aragón
- Grote Prijs Miguel Indurain

1976
- Spaans kampioen op de weg, Profs

## Resultaten in voornaamste wedstrijden
| Jaar | Ronde van Italië | Ronde van Frankrijk | Ronde van Spanje |
| ---- | ---------------- | ------------------- | ---------------- |
| 1970 |                  |                     | ↑ (1)            |
| 1971 |                  | 15e                 | 7e (1)           |
| 1972 |                  |                     | ↑ (2)            |
| 1973 |                  | opgave              | 7e               |
| 1974 | opgave           |                     | 17e (2)          |
| 1975 |                  |                     | ↑ (5)            |
| 1976 |                  |                     | opgave           |
| 1977 |                  |                     |                  |

| Jaar | Milaan-San Remo |  | WK op de weg |  | Wereldranglijsten |
| ---- | --------------- |  | ------------ |  | ----------------- |
| 1970 |                 |  |              |  |                   |
| 1971 |                 |  | 11e          |  |                   |
| 1972 |                 |  | 24e          |  | 28e (SPP)         |
| 1973 |                 |  |              |  |                   |
| 1974 |                 |  |              |  |                   |
| 1975 |                 |  |              |  | 14e (SPP)         |
| 1976 |                 |  | 27e          |  |                   |
| 1977 | 139e            |  |              |  |                   |